# Pokol Béla
Pokol Béla (Záhony, 1950. május 7. –) magyar jogtudós, politológus, egyetemi tanár, a szociológiai tudomány (akadémiai) doktora. 1998 és 2002 között a Független Kisgazdapárt országgyűlési képviselője. 2011 és 2023 között az Alkotmánybíróság tagja.

## Életpályája
Az Eötvös Loránd Tudományegyetem Állam- és Jogtudományi Karán 1977-ben szerzett diplomát. Ezt követően az Államigazgatási Főiskola tanársegéde lett, majd 1980-ban visszatért az ELTE Jogtudományi Karára, ahol az államjogi tanszék tudományos munkatársaként dolgozott. 1984-ben a politológiai csoport, majd 1989-től tanszék adjunktusa, később egyetemi docense lett. 1991-től egyetemi tanár. 1993-ban a budapesti munkája mellett a Szegedi Tudományegyetem jogbölcseleti tanszékének vezetőjévé nevezték ki. Ezenkívül a Miskolci Egyetemen oktatott több évig szociológiát, illetve 2002-ben a Károli Gáspár Református Egyetem egyetemi tanára is lett.
Egyetemi állása mellett 1980 és 1985 között az MSZMP Társadalomtudományi Intézetében (ma: MTA Politikai Tudományok Intézete), valamint 1989 és 1990 között a Bielefeldi Egyetemen ösztöndíjas volt. 1985-ben Erdei Ferenc-díjat kapott a Magyar Szociológiai Társaságtól.
1986-ban védte meg a politikatudományok kandidátusi, 1989-ben pedig a szociológiai tudomány akadémiai doktori értekezését. A Magyar Tudományos Akadémia Politikatudományi Bizottságának, a Doktori Tanács szociológiai és demográfiai szakbizottságának tagja volt. Kutatási területe a jog, a politika és tudományos társadalom alrendszerei.

### Közéleti pályafutása
1976-ban lépett be az MSZMP-be, ahonnan 1988-ban lépett ki. 1989 és 1990 között a Minisztertanács Tanácsadó Testületének tagja volt. 1995-ben a Magyar Polgári Demokraták Társaság, majd a Magyar Nemzeti Demokraták Társaságának alapító tagja volt. Később Torgyán József FKGP-elnök személyes tanácsadója lett. Az 1998-as országgyűlési választáson a Független Kisgazdapárt Borsod-Abaúj-Zemplén megyei területi listájáról szerzett mandátumot, az Országgyűlés alkotmány- és igazságügyi bizottságának elnökévé választották. Emellett 2001-ig a kisgazda-frakció helyettes vezetője volt. A pártonkívüli Pokol az FKGP-n belüli belső harcok kirobbanásakor mondott le a frakcióban betöltött tisztségéről.
Országosan ismertté egy törvénytervezete tette, melyben jogot és lehetőséget adott volna egy újságban megtámadott személynek arra, hogy ugyanakkora terjedelemben kifejtse saját álláspontját az adott sajtótermékben. A törvénytervezetet a sajtóban nagy tiltakozással fogadták, a köztudatba lex Pokol néven került be. Miután a Fidesz sem támogatta a törvényjavaslatot, Pokol visszavonta.
Neve többször felmerült lehetséges alkotmánybíróként, de konszenzus sosem született személyéről. Végül 2011-ben, a kétharmados többséggel rendelkező Fidesz és KDNP négy másik jogásszal alkotmánybíróvá választották. Megbízatása tizenkét évre szólt, ami 2023-ban járt le.

## Írásai
- Takács Imre–Pokol Béla: Összehasonlító alkotmányjog 1.; Tankönyvkiadó, Bp., 1984
- Csepeli György–Papp Zsolt–Pokol Béla: Modern polgári társadalomelméletek. Alfred Schütz, Jürgen Habermas, Talcott Parsons és Niklas Luhmann rendszere; Gondolat, Bp., 1987
- Pokol Béla–Sári János: A parlamenti struktúra. De lege ferenda; MTA, Bp., 1988 (Az alkotmány továbbfejlesztésének tudományos megalapozása)
- A szociológiaelmélet új útjai; Akadémiai, Bp., 1988 (Kérdőjel)
- Az egyetemi-tudományos szféra; OI, Bp., 1988
- Az állam varázstalanítása. Válogatás a mai nyugatnémet politológiából; vál., bev. Pokol Béla, előszó Laczkó Sándor, szerk. Löffler Tibor; JATE, Szeged, 1989
- Politikai reform és modernizáció; Magvető, Bp., 1989 (Gyorsuló idő)
- Komplexe Gesellschaft. Eine der möglichen Luhmannschen Soziologien; Brockmeyer, Bochum, 1990 (Mobilität und Normenwandel)
- Complex society. One of the possible Luhmannite theories of sociology; Co-ordination Office for Higher Education, Bp., 1991
- A jog szerkezete; Gondolat–Felsőoktatási Koordinációs Iroda, Bp., 1991 (A felsőoktatás fejlesztését szolgáló kutatások)
- A professzionális intézményrendszerek elmélete; Felsőoktatási Koordinációs Iroda, Bp., 1991 (A felsőoktatás fejlesztését szolgáló kutatások)
- A professzionális intézményrendszerek elmélete; 2. bőv. kiad.; Felsőoktatási Koordinációs Iroda, Bp., 1992 (A felsőoktatás fejlesztését szolgáló kutatások)
- Bihari Mihály–Pokol Béla: Politológia; Tankönyvkiadó–ELTE, Bp., 1992
- Pénz és politika; Aula, Bp., 1993
- Jogbölcseleti vizsgálódások. Egyetemi tankönyv; Nemzeti Tankönyvkiadó, Bp., 1994
- A magyar parlamentarizmus; Cserépfalvi, Bp., 1994
- Médiahatalom. Válogatott írások; Windsor, Bp., 1995
- Szociológiaelmélet; Felsőoktatási Koordinációs Iroda; bőv., átdolg. kiad.; Felsőoktatási Koordinációs Iroda, Bp., 1997
- Bihari Mihály–Pokol Béla: Politológia; 5. jav., bőv. kiad.; Nemzeti Tankönyvkiadó, Bp., 1997
- Jogbölcseleti vizsgálódások. Egyetemi tankönyv; 2. bőv. kiad.; Nemzeti Tankönyvkiadó, Bp., 1998
- A jog szerkezete; Rejtjel, Bp., 1998
- Szociológiaelmélet; Rejtjel, Bp., 1999
- Jogelmélet és joggyakorlat; Rejtjel, Bp., 2000
- Jogi alaptan; Rejtjel, Bp., 2000
- A jog elmélete; Rejtjel, Bp., 2001
- The concept of law. The multi-layered legal system; Rejtjel, Bp., 2001
- A bírói hatalom; Századvég, Bp., 2003
- Jogszociológiai vizsgálódások; Rejtjel, Bp., 2003
- Társadalomtudományi trilógia, 1-3.; Századvég, Bp., 2004-2006
- Globális uralmi rend; Kairosz, Bp., 2005-.
- Bevezetés a szociológiaelméletbe; Rejtjel, Bp., 2006
- Jogelmélet politológusoknak; Rejtjel, Bp., 2007
- Társadalomtudományi trilógia. Szociológiaelmélet, jogelmélet, politikaelmélet. Internetes előadások; Telemedia Network, Bp., 2008
- Középkori és újkori jogtudomány. Az európai jogi gondolkodás fejlődése; Dialóg Campus, Bp.–Pécs, 2008 (Institutiones juris)
- Bihari Mihály–Pokol Béla: Politológia; bőv., átdolg. kiad.; Nemzeti Tankönyvkiadó, Bp., 2009
- Morálelméleti vizsgálódások. A közmorál elméleti eltüntetésének kritikája; Kairosz, Bp., 2010
- Autentikus jogelmélet; Dialóg Campus, Bp.–Pécs, 2010 (Institutiones juris)
- Karácsony András–Pokol Béla: Paradigmák erőterében. Rögzítettség, szellemítettség. Adalékok a társadalom értelemteli felépítettségéhez; Attraktor, Máriabesnyő, 2011
- Und was ist mit Osteuropa, Herr Sarrazin? Roma-Fragen im Osten, Islamisierung im Westen; németre ford. P. Dietlinde Draskóczy; Schenk, Passau, 2011
- Európa végnapjai. A demográfiai összeroppanás következményei; Kairosz, Bp., 2011
- Rudolf von Jhering és jogelméletének hatása; szerk. Frivaldszky János, Pokol Béla; PPKE JÁK, Bp., 2011 (A Pázmány Péter Katolikus Egyetem Jog- és Államtudományi Karának könyvei. Tanulmányok)
- Autentikus jogelmélet; Dialóg Campus, Bp.–Pécs, 2012 (Institutiones juris)
- Alkotmánybíráskodás. Szociológiai, politológiai és jogelméleti megközelítésekben; Kairosz, Bp., 2014
- A jurisztokratikus állam; Dialóg Campus, Bp., 2017
- A mesterséges intelligencia társadalma; Kairosz, Bp., 2018
- Európai jurisztokrácia. Az Európai Unió jurisztokratikus szerkezetének kérdései; Dialóg Campus, Bp., 2019
- Szuverenisták kontra föderalisták. Demokrácia a jurisztokráciával szemben. Politikai elemzések; Századvég, Bp., 2020 (Furor politicus)

## Kitüntetése
- A Magyar Érdemrend parancsnoki keresztje a csillaggal (2024)